# São João Baptista de Lobrigos
São João Baptista de Lobrigos ist ein Ort und eine ehemalige Gemeinde (Freguesia) im portugiesischen Kreis Santa Marta de Penaguião. Die Gemeinde hatte 1270 Einwohner (Stand 30. Juni 2011).
Am 29. September 2013 wurden die Gemeinden Lobrigos (São João Baptista), Sanhoane und Lobrigos (São Miguel) zur neuen Gemeinde União das Freguesias de Lobrigos (São Miguel e São João Baptista) e Sanhoane zusammengeschlossen.